# Eucithara striatissima
Eucithara striatissima is een slakkensoort uit de familie van de Mangeliidae. De wetenschappelijke naam van de soort is voor het eerst geldig gepubliceerd in 1907 door G.B. Sowerby III.